# Rosencrantz et Guildenstern sont morts (film)
Pour plus de détails, voir Fiche technique et Distribution.
Rosencrantz et Guildenstern sont morts (titre original : Rosencrantz and Guildenstern Are Dead) est un film britannique réalisé par Tom Stoppard, sorti en 1990 et adapté de la pièce du même nom.

## Synopsis
Appelés à la cour d'Elseneur par la mère d'Hamlet, Rosencrantz et Guildenstern se voient confier la mission d'emmener celui-ci en Angleterre afin qu'il soit exécuté par la cour britannique.

## Fiche technique
- Titre : Rosencrantz et Guildenstern sont morts
- Titre original : Rosencrantz and Guildenstern Are Dead
- Réalisation : Tom Stoppard
- Scénario : Tom Stoppard d'après sa pièce Rosencrantz et Guildenstern sont morts
- Production : Emanuel Azenberg, Michael Brandman, Iris Merlis, Thomas J. Rizzo, Louise Stephens et Patrick Whitley
- Musique : Stanley Myers
- Photographie : Peter Biziou
- Montage : Nicolas Gaster
- Décors : Vaughan Edwards
- Costumes : Andreane Neofitou
- Pays d'origine :  Royaume-Uni
- Langue : anglais
- Format : couleurs - Dolby Digital - 35mm - 1,85:1
- Genre : comédie dramatique
- Durée : 117 minutes
- Date de sortie : 
  - 8 février 1991  États-Unis
  - 24 mai 1991  États-Unis
  - 1991  France

## Distribution
- Gary Oldman (VF : Bernard Gabay) : Rosencrantz
- Tim Roth (VF : Bernard Alane) : Guildenstern
- Richard Dreyfuss (VF : Jean-Pierre Leroux) : l'acteur
- Iain Glen (VF : Denis Laustriat) : Hamlet
- Ian Richardson (VF : William Sabatier) : Polonius
- Donald Sumpter (VF : Jacques Brunet) : Claudius
- Livio Badurina : tragédien
- Tomislav Maretic : tragédien
- Mare Mlacnik : tragédien
- Srdjan Soric : tragédien
- Mladen Vasary : tragédien
- Zeljko Vukmirica : tragédien
- Branko Zavrsan : tragédien
- Joanna Roth : Ophelia
- Joanna Miles : Gertrude
- Ljubo Zecevic : Osric

## Récompenses et distinctions
- Lion d'or à la Mostra de Venise 1990
- Meilleur réalisateur pour Tom Stoppard, Fantasporto en 1991
- Nomination meilleur acteur pour Gary Oldman, Independent Spirit Awards en 1992